# 范寧 (堪薩斯州)
范寧（Fanning）為一座位在美國堪薩斯州多尼芬縣的非建制地區。海拔高度270公尺（886英尺），聯邦資料處理標準代碼為20-22975，地名資訊系統編號為473026。此社區從特洛伊沿著7號堪薩斯州州道往西北方行駛5英里（8.0）後可到達。

## 歷史
此社區由於伯靈頓和密蘇里河鐵路線通過此地而在1870年成立。
此社區的郵政局於1870年12月14日開設，持續到1933年7月1日結束營運。